# الفرقة الجبلية التاسعة (الفيرماخت)
الفرقة الجبلية التاسعة (بالألمانية: 9. Gebirgs Division) كان الاسم الذي أطلق على فرقتين عسكريتين ألمانيتين منفصلتين عن طريق الصدفة في عام 1945.

## تاريخ العمليات
جرت محاولتان متزامنتان ولكن مستقلتان لتكوين الفرق في الأيام الأخيرة من الحرب. يتم تمييز الوحدات الناتجة تقليديًا باسم نورد («الشمال») و أوست («الشرق»)، بعد المسارح ذات الصلة حيث تم تجميعها. لجميع الأغراض العملية، لم تنشأ الفرقة الجبلية التاسعة أبدًا.

### الفرقة الشمالية
في ربيع عام 1944، تم تعزيز الفوج الجبلي 139، الذي تركته الفرقة الجبلية الثالثة في لابلاند عندما انسحبت في نهاية عام 1941، ليصبح Divisionsgruppe Kräutler. في سبتمبر، تلقت تعيينًا إضافيًا لفرقة الأغراض الخاصة رقم 140، ونتيجة لذلك تم ذكرها مرة واحدة في وثائق أواخر الحرب باسم "Div. Gr.K (Div.zb V.140) ". في 6 مايو 1945، أصدرت القيادة العليا للفيرماخت أمرًا بإعادة تصنيفها على أنها الفرقة الجبلية التاسعة، لكن الأمر جاء متأخرًا جدًا بحيث لم يتم إدراجها بالفعل على هذا النحو في أي خرائط حالة أو سجلات رسمية أخرى. كانت الوحدة قد انسحبت من لابلاند إلى النرويج حيث تضاءلت حظوظ ألمانيا في القطب الشمالي، واستسلمت للبريطانيين في نهاية الحرب. (بعض الوثائق من فترة ما بعد الحرب تربك الأمور أكثر بالإشارة إلى هذه الوحدة باسم الفرقة الجبلية العاشرة.)

### الفرقة الشرقية
في ربيع عام 1945، سيطرت فرقة الظل ستيريا على لوائين لخدمات عمال الرايخ، وتم تعبئتهما للخدمة القتالية كفرقة «إنذار» تحت اسم Mountain Division Steiermark. تألفت الفرقة من فوجين تنوع افرادهما من الجيش ولوفتفافه وكريغسمارينه، وفافن إس إس، والشرطة، ومنظمات أخرى. يبدو أيضًا أنها مرتبطة بـ Kampfgruppe Raithel و/ أو Kampfgruppe Semmering ، على الرغم من أن وثائق الحرب المتأخرة ضعيفة. استسلمت عناصرها إلى السوفييت في نهاية الحرب.